# Мокра Єльмута (Пролетарський район)
Мокра Єльмута — хутір в Пролетарському районі Ростовської області.
Адміністративний центр Мокроєльмутянського сільського поселення.

## Відомі люди
В хуторі народилися :
- Городовиков Ока Іванович — Герой Радянського Союзу (1958) , генерал-полковник.
- Городовиков Басан Бадмиєвич — Герой Радянського Союзу (1945) , генерал-лейтенант.